# Môlay
Môlay är en kommun i departementet Yonne i regionen Bourgogne-Franche-Comté i norra Frankrike. Kommunen ligger i kantonen Noyers som tillhör arrondissementet Avallon. År 2022 hade Môlay 100 invånare.

## Befolkningsutveckling
Antalet invånare i kommunen Môlay
| Referens: INSEE |